# On-Uサウンド
On-Uサウンド（オン・ユー・サウンド・レコーズ、On-U Sound Records）は、1979年に音楽プロデューサーのエイドリアン・シャーウッドが設立したレコード・レーベル、及びサウンド・システム。

## 概要
エイドリアン・シャーウッドが、レゲエのレコード・レーベル「カリブ・ジェムズ」、「ヒット・ラン」の運営を経て、1979年に、「On-Uサウンド」を設立した。アフリカン・ヘッド・チャージ、ダブ・シンジケート等、レゲエ／ダブのアーティストを中心に、ニュー・エイジ・ステッパーズ、マーク・スチュワートら、ニュー・ウェイヴのアーティストの作品もリリースしている。
レーベルの名称は、エイドリアン・シャーウッドの友人の名前である「ONUS」を由来としている。また、重要という意味も含んでいる。
1980年、「On-Uサウンド」の初リリース作品としてニュー・エイジ・ステッパーズとロンドン・アンダーグラウンドのカップリング・シングル「Fade Away / Learn A Language」を7インチ・レコードで発表した。　シングル盤のリリースに続き、1981年には、レーベル初のアルバムとしてニュー・エイジ・ステッパーズの『ニュー・エイジ・ステッパーズ』をリリースした。
1984年、全英シングルチャート4位（ミュージック・ウィーク）、全米チャート13位（Billboard Hot 100）を記録したデペッシュ・モード「People Are People」の12インチ・シングルには、ON-Uサウンド・リミックスが収録された。
1987年、リー・ペリーとダブ・シンジケートのアルバム『Time Boom X De Devil Dead』をリリース。
1991年、ゲイリー・クレイル & On-Uサウンド・システムのシングル「Human Nature」が、全英シングルチャート10位のヒットを記録した。
1994年、audio activeのシングル「Free The Marijuana」が、イギリスにてDJチャート1位（NME）を記録した。